# 의동형
의동형(quasi-isomorphism) 또는 퀴즘(quism)은 수학의 한 분야인 호몰로지 대수학에서 사슬 복합체(각각 코체인 복합체)의 형태 A → B이다. 즉, 유도된 형태인 호몰로지 그룹의 다음 식은
{\displaystyle H_{n}(A_{\bullet })\to H_{n}(B_{\bullet })\ ({\text{respectively, }}H^{n}(A^{\bullet })\to H^{n}(B^{\bullet }))}
모든 n의 동형 사상에 속한다.
모델 범주 이론에서 의동형은 범주의 개체가 체인 또는 코체인 복합체인 경우 약한 등가 클래스로 사용되는 경우가 있다.

## 같이 보기
- 유도 범주